# Nymphon modestum
Nymphon modestum är en havsspindelart som beskrevs av Stock, J.H. 1959. Nymphon modestum ingår i släktet Nymphon och familjen Nymphonidae. Inga underarter finns listade i Catalogue of Life.